# Alessandro Pittin
Alessandro Pittin, född 11 februari 1990 i Tolmezzo, Italien, är en italiensk idrottare som tävlar i nordisk kombination. Han är den mest framgångsrika utövaren i nordisk kombination från Italien och har tagit individuella medaljer både på OS och VM.

### Fotnoter
1. ↑  ”Nordic Combined - Athlete: Alessandro Pittin”. fis-ski.com. FIS. Arkiverad från originalet den 16 februari 2015. https://web.archive.org/web/20150216144533/http://www.fis-ski.com/nordic-combined/athletes/athlete=pittin-alessandro-81371/. Läst 22 februari 2015.